# 燕湖站
燕湖站是位于中國广东省清远市清城区燕湖新城的城际铁路车站，為广清城际铁路的中途站，于2024年12月28日启用。

## 车站结构

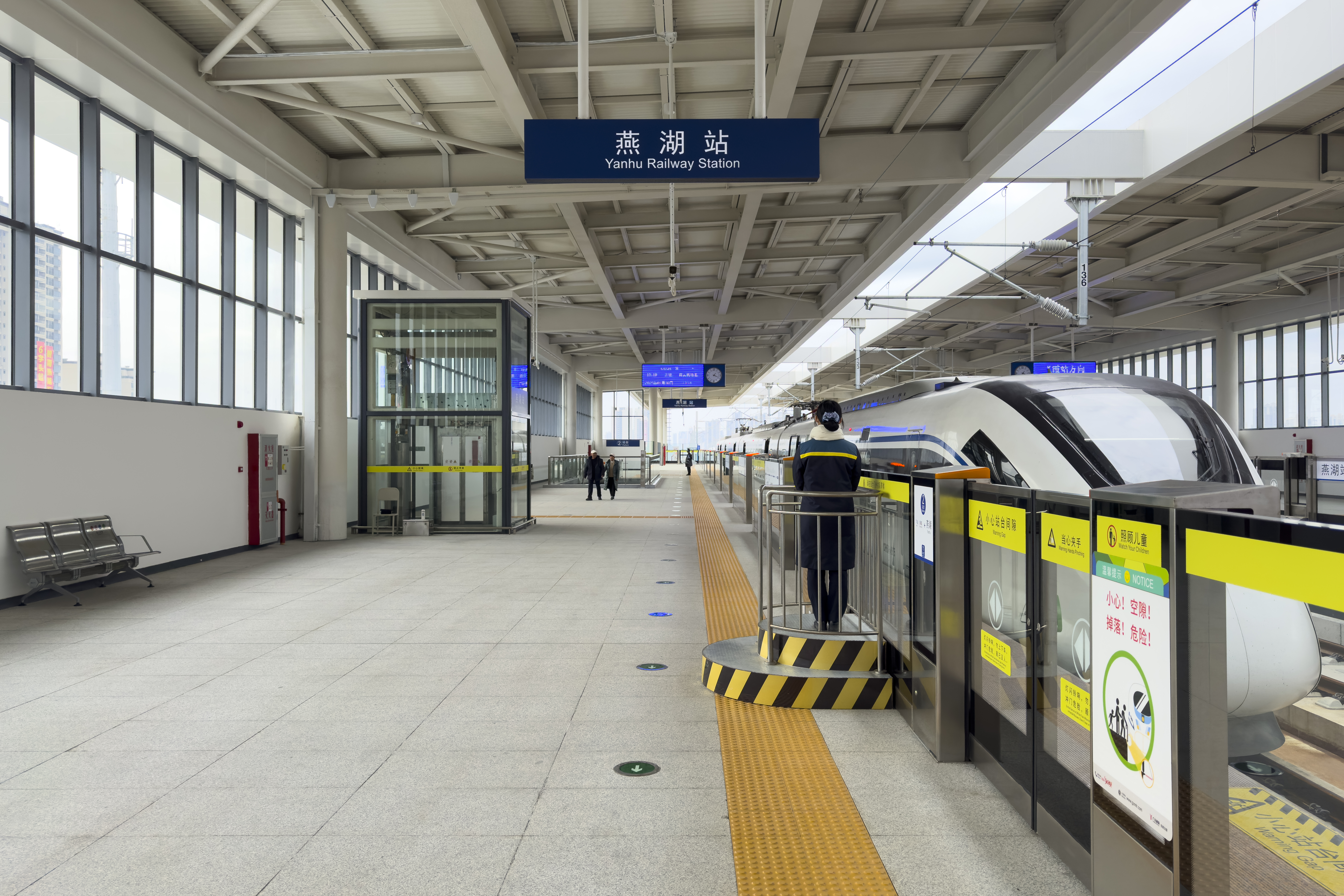
2站台

燕湖站为地上三层车站，建筑面积14,431平方米。

### 车站楼层
| 地上三层 | 侧式站台 | 侧式站台                        | 侧式站台 | 侧式站台 |
|          | 2站台    | 广清城际 花都方向（下站：清城） |          |          |
|          | 1站台    | 广清城际 飞霞方向（下站：洲心） |          |          |
|          | 侧式站台 |                                 |          |          |
| 地上二层 | 站厅     | 售票处、候车区                  |          |          |
| 地面     |          | 进出站口                        |          |          |

### 出入口
燕湖站开通时设有4个出入口供乘客进出车站。
|                                           |                           |      |          |                                         |
| 编号                                      | 设施                      | 照片 | 出口指示 | 建议前往的目的地                        |
| A1                                        | 升降机标志 · 扶手电梯标志 |      | 清远大道 | 清远大道 公交：城际燕湖站（东行）       |
| A2                                        | 升降机标志 · 扶手电梯标志 |      | 清远大道 | 清远市博物馆 公交：城际燕湖站（东行）   |
| B1                                        | 升降机标志 · 扶手电梯标志 |      | 清远大道 | 清城区第二小学 公交：城际燕湖站（西行） |
| B2                                        | 升降机标志 · 扶手电梯标志 |      | 清远大道 | 清远大道 公交：城际燕湖站（西行）       |
| 註： 設有 \| 設有 \| 設有 \| 設有扶手電梯 |                           |      |          |                                         |

## 历史
本站作为清远燕湖新城的交通配套，在规划和建设时期被称作燕湖新城站。车站主体结构于2022年9月封顶。
2024年，本站根据所在片区定名燕湖站。12月28日，随广清城际铁路北延段的开通而启用。